# Леопольд II (маркграф Австрії)
Леопольд II (нім. Leopold II; 1050 — 12 жовтня 1095) — маркграф Австрії (1075—1095) з династії Бабенбергів.
Леопольд II був сином австрійського маркграфа Ернста та Аделаїди Айленбурзької.

## Політична діяльність
На відміну від своїх попередників, Леопольд II порвав з традиційною вірністю маркграфів Австрії імператору Священної Римської імперії та 1078 року втрутився до боротьби за інвеституру на боці вельфів й папи римського проти імператора Генріха IV. Це призвело у 1079 році до вторгнення імперських військ до Австрії та її розорення. Леопольд II був змушений підкоритись Генріху IV, однак 1081 року він знову приєднався до герцога Вельфа I Баварського. Імператор вступив до союзу з Чехією, пообіцявши князю Вратиславу II поступитись йому австрійськими землями. У 1082 році до Австрії вторглись чеські війська й розбили Леопольда II у битві при Майлберзі. Маркграф був змушений тікати з країни.
1084 року Леопольду II вдалось примиритись з імператором, і його було відновлено на австрійському престолі. Щоправда, йому довелось поступитись низкою територій у південній Моравії чеському князю.

## Родина
Дружина — Іда Австрійська (Рательберг)
Діти:
- Леопольд III, маркграф Австрійський з 1095
- Єлизавета (?- 1107), дружина (1082) Отакара II, маркграфа Штирії
- Герберга (ум. 1142), дружина (1100) Борживоя II, князя Богемії
- Уда (померла 1115), дружина Лупольда, князя Моравії
- Еуфемія (померла 1168), дружина графа Конрада Пейлштейна
- Софія (померла 1154), дружина Генріха III, герцога Каринтії; у другому шлюбі (1128) — з графом Зігхардом Бургхаузеном
- Адельгейда, дружина Дитріха Формбаха

## Генеалогія
| Попередник Ернст |  | Маркграф Австрії 1075—1095 |  | Наступник Леопольд III Святий |